# Gongdeok-dong
Gongdeok-dong (koreanska: 공덕동)  är en stadsdel i stadsdistriktet Mapo-gu i Sydkoreas huvudstad Seoul.